# マシュー・マコノヒー
マシュー・デヴィッド・マコノヒー（Matthew David McConaughey [məˈkɒnəheɪ], 1969年11月4日 - ）は、アメリカ合衆国の俳優、映画プロデューサー。姓は正しくは「マコナヘイ」である。

## 生い立ち
テキサス州ユバルディにて、アメリカンフットボール選手からトラックの運転手に転じた父と教師である母の間に生まれる。アイルランド系アメリカ人。
テキサス大学オースティン校で心理学と哲学を専攻、ロースクール入学を希望していたが、やがて俳優に変更。在学中にインディーズ映画に出演。

## キャリア
大学卒業後、ロサンゼルスへ移り住み、有名なタレント・エージェンシーと契約していくつかの作品に出演。若き日のポール・ニューマンを彷彿とさせる精悍なマスクで注目を集め、『評決のとき』の主役の座を射止める。この作品は、アメリカ映画の若手スターのほとんどがオーディションを受けたと言われ、彼は並みいるスターをおさえて主役の座を勝ち取ったことになる。
さらに『コンタクト』でスターへの階段を着実に昇り、スティーヴン・スピルバーグ監督の『アミスタッド』で若手実力派の地位を固める。また、自ら製作会社『JKリヴィング』を設立し、脚本執筆、製作、監督、を手掛けている。
2005年の『ピープル』誌で「最もセクシーな男性」に選ばれ、2007年にも同誌の「最もセクシーな独身男性」に選ばれた。
2011年に公開された『リンカーン弁護士』から2014年度の『インターステラー』までにかけての作品におけるマコノヒーの演技は称賛されている。特に、『マジック・マイク』においては、アカデミー賞へのノミネートも期待されたほどだったが、実際はノミネートされず、疑問を呈する評論家は多かった。

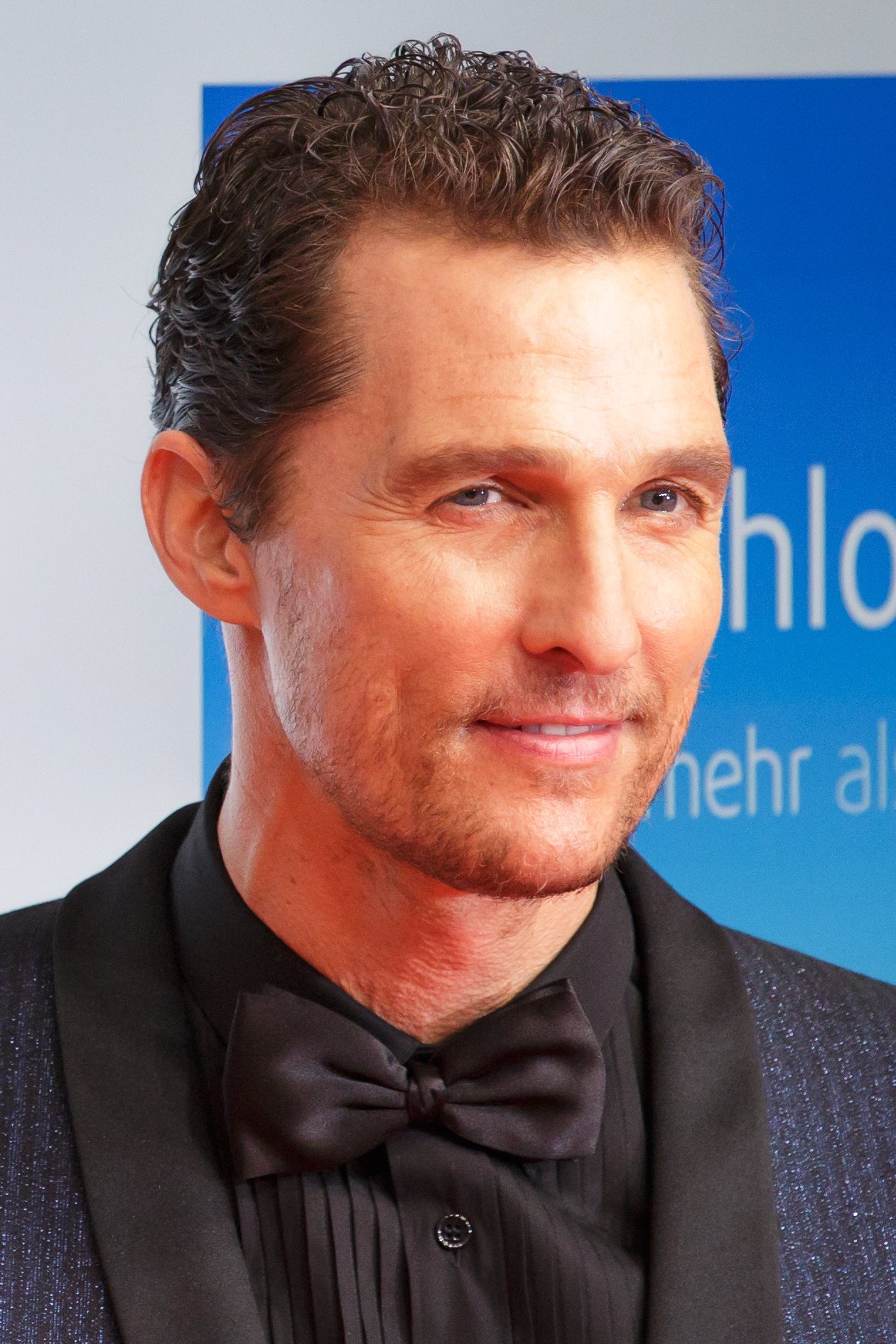
2014年

2013年にアメリカで公開された映画『MUD -マッド-』（ジェフ・ニコルズ監督）において主役を務め、その力強い演技は観客・批評家双方から絶賛された。同年公開の映画『ダラス・バイヤーズクラブ』では、HIVに感染した主人公を演じるために38ポンドもの減量を行った。しかし、急激な減量のために視力と体力の低下に悩まされている。後者の演技が評価され、第86回アカデミー賞主演男優賞を受賞した。
2014年、ハリウッドの殿堂入りを果たし、ハリウッド・ウォーク・オブ・フェイムの星を授与される。
2016年にはバーボン・ウイスキー「ワイルドターキー」のクリエイティブ・ディレクターとして契約。コマーシャルの脚本・監督・出演を担当している。

## 私生活
1999年、テキサスの自宅にてマリファナ所持で逮捕されている。
過去にアシュレイ・ジャッドやサンドラ・ブロック、ペネロペ・クルスと交際。
2007年にブラジル人モデル兼デザイナーのカミラ・アルヴェス（en）と交際し、2008年7月7日に長男（リーヴァイ・アルヴェス・マコノヒー）が、2010年1月3日に長女（ヴィーダ・アルヴェス・マコノヒー）が誕生。カミラ・アルヴェスとは2012年6月に結婚した。

## 人物
演技にはストイックな姿勢を持ち、「与えられた役になりきるためなら、何だってしようじゃないか！」と語っている。
また、デビュー作『バッド・チューニング』での台詞「Alright, Alright, Alright（いいね、いいね、いいね）」は、マコノヒーを代表する言葉となっている。

## フィルモグラフィ
※役名の太字表記は主演。

### 映画
| 年   | 題名                                                                                      | 役名                                 | 備考                                                                       | 吹き替え                                                                  |
| ---- | ----------------------------------------------------------------------------------------- | ------------------------------------ | -------------------------------------------------------------------------- | ------------------------------------------------------------------------- |
| 1993 | バッド・チューニング Dazed and Confused                                                   | デヴィッド・ウッダーソン             |                                                                            | 不明                                                                      |
| 1994 | エンジェルス Angels in the Outfield                                                       | ベン・ウィリアムズ                   |                                                                            | 不明                                                                      |
| 1994 | 悪魔のいけにえ レジェンド・オブ・レザーフェイス The Return of the Texas Chainsaw Massacre | ビルマー・ソーヤ                     |                                                                            | 不明                                                                      |
| 1995 | ボーイズ・オン・ザ・サイド Boys on the Side                                               | エイブ                               | 宮本充                                                                     |                                                                           |
| 1995 | グローリー・デイズ 旅立ちの日 Glory Daze                                                  | レンタル・トラックの男               | 日本劇場未公開                                                             | 辻つとむ                                                                  |
| 1996 | 真実の囁き Lone Star                                                                      | バディ・ディーンズ                   | 日本劇場未公開                                                             | 不明                                                                      |
| 1996 | 評決のとき A Time to Kill                                                                 | ジェイク・タイラー・ブリガンス       |                                                                            | 山寺宏一（ソフト版） 大塚芳忠（フジテレビ版）                             |
| 1996 | 小さな贈りもの Larger Than Life                                                           | ティップ・タッカー                   | 堀内賢雄                                                                   |                                                                           |
| 1997 | コンタクト Contact                                                                        | パーマー・ジョス                     | 森田順平（ソフト版） てらそままさき（テレビ東京版）                        |                                                                           |
| 1997 | アミスタッド Amistad                                                                      | ロジャー・シャーマン・ボールドウィン | 森田順平                                                                   |                                                                           |
| 1998 | ニュートン・ボーイズ The Newton Boys                                                      | ウィリス・ニュートン                 | 森田順平                                                                   |                                                                           |
| 1999 | エドtv Edtv                                                                               | エド “エディ”・ペカーニ              | 大塚芳忠                                                                   |                                                                           |
| 2000 | U-571                                                                                     | アンドリュー・タイラー大尉           | 森田順平（ソフト版） 山路和弘（テレビ朝日旧版） 山寺宏一（テレビ朝日新版） |                                                                           |
| 2001 | ウェディング・プランナー The Wedding Planner                                              | スティーヴ・エディソン               | 小山力也（ソフト版） 田中実（テレビ朝日版）                                |                                                                           |
| 2001 | フレイルティー 妄執 Frailty                                                               | フェントン・ミークス                 | 森田順平                                                                   |                                                                           |
| 2002 | サラマンダー Reign of Fire                                                                | デントン・ヴァン・ザン               | 大塚芳忠                                                                   |                                                                           |
| 2003 | 10日間で男を上手にフル方法 How to Lose a Guy in 10 Days                                   | ベン・バリー                         | 森田順平                                                                   |                                                                           |
| 2003 | タイニー・ラブ Tiptoes                                                                    | スティーヴン                         | 日本劇場未公開                                                             | （吹き替え版なし）                                                        |
| 2004 | パパラッチ Paparazzi                                                                      | 本人役                               | カメオ出演                                                                 | 太田哲治                                                                  |
| 2005 | サハラ 死の砂漠を脱出せよ Sahara                                                          | ダーク・ピット                       |                                                                            | 小山力也（ソフト版） 大塚芳忠（テレビ東京版）                             |
| 2005 | ウォーキング・オン・ザ・ムーン 3D Magnificent Desolation: Walking on the Moon 3D          | アラン・ビーン                       | 声の出演                                                                   | 不明                                                                      |
| 2005 | トゥー・フォー・ザ・マネー Two for the Money                                              | ブランドン・ラング                   |                                                                            | 森田順平                                                                  |
| 2006 | 恋するレシピ 〜理想のオトコの作り方〜 Failure to Launch                                   | トリップ                             | 日本劇場未公開                                                             | 森田順平                                                                  |
| 2006 | マーシャルの奇跡 We Are Marshall                                                          | ジャック・レンゲル                   | 別題『マシュー・マコノヒー マーシャルの奇跡』 日本劇場未公開               | 内田直哉                                                                  |
| 2008 | フールズ・ゴールド/カリブ海に沈んだ恋の宝石 Fool's Gold                                   | ベンジャミン・“フィン”・フィネガン   |                                                                            | 宮本充                                                                    |
| 2008 | トロピック・サンダー/史上最低の作戦 Tropic Thunder                                        | リック・ペック                       | 森田順平                                                                   |                                                                           |
| 2008 | サーファーのプライド Surfer, Dude                                                         | スティーブ・アディントン             | 兼製作 日本劇場未公開                                                      |                                                                           |
| 2009 | ゴースト・オブ・ガールフレンズ・パスト Ghosts of Girlfriends Past                         | コナー・ミード                       | 日本劇場未公開                                                             | （吹き替え版なし）                                                        |
| 2011 | リンカーン弁護士 The Lincoln Lawyer                                                       | ミック・ハラー                       |                                                                            | 檀臣幸                                                                    |
| 2011 | バーニー/みんなが愛した殺人者 Bernie                                                      | ダニー・バック・デヴィッドソン       | 不明                                                                       |                                                                           |
| 2011 | キラー・スナイパー Killer Joe                                                             | キラー・ジョー・クーパー             | 檀臣幸                                                                     |                                                                           |
| 2012 | ペーパーボーイ 真夏の引力 The Paperboy                                                    | ウォード・ジェンセン                 | 咲野俊介                                                                   |                                                                           |
| 2012 | MUD -マッド- Mud                                                                          | マッド                               | 小松史法                                                                   |                                                                           |
| 2012 | マジック・マイク Magic Mike                                                               | ダラス                               | 藤原啓治                                                                   |                                                                           |
| 2013 | ダラス・バイヤーズクラブ Dallas Buyers Club                                               | ロン・ウッドルーフ                   | 藤原啓治                                                                   | アカデミー主演男優賞受賞 ゴールデングローブ賞 主演男優賞 (ドラマ部門)受賞 |
| 2013 | ウルフ・オブ・ウォールストリート The Wolf of Wall Street                                  | マーク・ハンナ                       |                                                                            | 森田順平                                                                  |
| 2014 | インターステラー Interstellar                                                             | ジョセフ・クーパー                   | 小原雅人                                                                   |                                                                           |
| 2015 | 追憶の森 The Sea of Trees                                                                 | アーサー・ブレナン                   | 藤原啓治                                                                   |                                                                           |
| 2016 | ニュートン・ナイト 自由の旗をかかげた男 Free State of Jones                               | ニュートン・ナイト                   | （吹き替え版なし）                                                         |                                                                           |
| 2016 | SING/シング Sing                                                                          | バスター・ムーン                     | 声の出演                                                                   | 内村光良                                                                  |
| 2016 | ゴールド/金塊の行方 Gold                                                                  | ケニー・ウェルス                     |                                                                            | 小原雅人                                                                  |
| 2016 | KUBO/クボ 二本の弦の秘密 Kubo and the Two Strings                                         | クワガタムシ、ハンゾウ               | 声の出演                                                                   | ピエール瀧（劇場公開版） 森田順平（機内上映版）                           |
| 2017 | ダークタワー The Dark Tower                                                               | 黒衣の男 / ウォルター                |                                                                            | 井上和彦                                                                  |
| 2018 | ホワイト・ボーイ・リック White Boy Rick                                                   | リチャード・ウェルシュ・Sr           | 咲野俊介                                                                   |                                                                           |
| 2019 | セレニティー:平穏の海 Serenity                                                            | ベイカー・ディル                     | 小原雅人                                                                   |                                                                           |
| 2019 | ビーチ・バム まじめに不真面目 The Beach Bum                                               | ムーンドッグ                         | （吹き替え版なし）                                                         |                                                                           |
| 2019 | ビトウィーン・トゥ・ファーンズ: ザ・ムービー Between Two Ferns: The Movie                 | 本人役                               | カメオ出演                                                                 | 藤原啓治                                                                  |
| 2019 | ジェントルメン The Gentlemen                                                              | ミッキー・ピアソン                   | 兼共同製作                                                                 | 子安武人                                                                  |
| 2021 | SING/シング: ネクストステージ Sing 2                                                      | バスター・ムーン                     | 声の出演                                                                   | 内村光良                                                                  |
| 2024 | デッドプール&ウルヴァリン Deadpool & Wolverine                                            | カウボーイ・デッドプール             | 声の出演（カメオ出演）                                                     | 杉田智和                                                                  |
| 2024 | SING/シング: Thriller Sing: Thriller                                                      | バスター・ムーン                     | 声の出演 短編映画                                                          | 福山潤                                                                    |
| 2025 | ロスト・バス The Lost Bus                                                                 | ケヴィン・マッケイ                   |                                                                            | 森田順平                                                                  |
| TBA  | The Rivals of Amziah King                                                                 | Amziah King                          | ポストプロダクション                                                       | TBA                                                                       |

### テレビ
| 放映年    | 題名                                          | 役名                   | 備考                                      | 吹き替え |
| --------- | --------------------------------------------- | ---------------------- | ----------------------------------------- | -------- |
| 2000      | セックス・アンド・ザ・シティ Sex and the City | 本人役                 | 第3シーズン第13話「過去からのエスケープ」 | 不明     |
| 2003      | サタデー・ナイト・ライブ Saturday Night Live  | ホスト                 | 「Matthew McConaughey/Dixie Chicks」      | N/A      |
| 2010-2012 | Eastbound & Down                              | ロイ・マクダニエル     | 計3話出演                                 | N/A      |
| 2014      | TRUE DETECTIVE/二人の刑事 True Detective      | ラスト・コール         | 計8話出演 兼製作総指揮                    | 森田順平 |
| 2015      | サタデー・ナイト・ライブ Saturday Night Live  | ホスト                 | 「Matthew McConaughey/Adele」             | N/A      |
| 2023      | エージェント・エルヴィス Agent Elvis          | エルヴィス・プレスリー | 声の出演 兼製作総指揮                     |          |

## 日本語吹き替え
『コンタクト』以降、主に森田順平が担当している。
このほかにも、藤原啓治、大塚芳忠、小原雅人、檀臣幸、咲野俊介、小山力也、宮本充、山寺宏一なども複数回、声を当てている。